# Centaurea mutabilis
Centaurea mutabilis là một loài thực vật có hoa trong họ Cúc. Loài này được St.-Amans mô tả khoa học đầu tiên năm 1815.